# John Aitken
John Aitken (18. září 1839 – 14. listopadu 1919) byl skotský meteorolog, fyzik a námořní inženýr. Díky jeho výzkumu v oblasti atmosférických aerosolů, tvorby oblaků a také konstrukci jednoho z prvních přístrojů měřících počet částic v atmosféře, je považován za nepsaného zakladatele atmosférických aerosolových věd.

## Práce
John Aitken byl autorem mnoha významných pionýrských objevů. Kolem roku 1874 došel k závěru, že když vodní pára v atmosféře kondenzuje, tak musí kondenzovat na nějaké pevné částici, z čehož plyne, že bez přítomnosti prachu nebo jiných aerosolových částic v ovzduší by nevznikaly oblaky, mlhy nebo déšť. Tyto závěry později (1880) publikoval v jedné ze svých nejvýznamnějších prací "On Dust, Fogs and Clouds".
V návaznosti na tato zjištění prováděl pokusy na atmosférickém prachu ve vztahu k tvorbě oblaků a mlhy (1882), a rosy (1885). Kolem roku 1884 dospěl také k závěrům, že různé barvy, které pozorujeme při západu slunce jsou způsobeny lomem světla na částicích v horních vrstvách atmosféry.
Jedním ze svých experimentů (1898) také poprvé pozoroval tvorbu nových částic v atmosféře – tzv. nukleace. V současnosti jsou na jeho počest pojmenovány nejmenší aerosolové částice v atmosféře jako Aitkenův mód – jedná se o částice menší než 100 nm, přičemž zahrnují i nově vzniklé částice jejichž existenci Aitken prokázal.